# Opération Latchkey
L'opération Latchkey est le nom donné à une série de 38 essais nucléaires souterrains effectués au site d'essais du Nevada (sauf une exception) par les États-Unis en 1966 et 1967. Elle suit l'opération Flintlock et précède l'opération Crosstie (en).
| Site                                | Date              | Puissance (kt) |
| ----------------------------------- | ----------------- | -------------- |
| Saxon                               | 28 juillet 1966   | 1,2            |
| Rovena                              | 10 août 1966      | < 20           |
| Tangerine                           | 12 août 1966      | < 20           |
| Derringer                           | 12 septembre 1966 | 7,8            |
| Daiquiri                            | 23 septembre 1966 | < 20           |
| Newark                              | 29 septembre 1966 | < 20           |
| Khaki                               | 15 octobre 1966   | < 20 kt        |
| Simmis                              | 5 novembre 1966   | 2,3            |
| Ajax                                | 11 novembre 1966  | < 20           |
| Cerise                              | 18 novembre 1966  | < 20           |
| Vigil                               | 22 novembre 1966  | < 20           |
| Sterling (Hattiesburg, Mississippi) | 3 décembre 1966   | 0,38           |
| Sidecar                             | 13 décembre 1966  | < 20           |
| New Point                           | 13 décembre 1966  | < 20           |
| Greeley                             | 20 décembre 1966  | 870            |
| Rivet I                             | 18 janvier 1967   | < 20           |
| Nash                                | 19 janvier 1967   | 39             |
| Bourbon                             | 20 janvier 1967   | 20 à 200       |
| Rivet II                            | 26 janvier 1967   | < 20           |
| Ward                                | 8 février 1967    | < 20           |
| Persimmon                           | 23 février 1967   | < 20           |
| Agile                               | 23 février 1967   | 20 à 200       |
| Rivet III                           | 2 mars 1967       | < 20           |
| Mushroom                            | 3 mars 1967       | < 20           |
| Fizz                                | 10 mars 1967      | < 20           |
| Oakland                             | 4 avril 1967      | < 20           |
| Heilman                             | 6 avril 1967      | < 20           |
| Fawn                                | 7 avril 1967      | < 20           |
| Chocolate                           | 21 avril 1967     | < 20           |
| Effendi                             | 27 avril 1967     | < 20           |
| Mickey                              | 10 mai 1967       | 20 à 200       |
| Commodore                           | 20 mai 1967       | 250            |
| Scotch                              | 23 mai 1967       | 155            |
| Knickerbocker                       | 26 mai 1967       | 76             |
| Absinthe                            | 26 mai 1967       | < 20           |
| Switch                              | 22 juin 1967      | 3,1            |
| Midi Mist                           | 26 juin 1967      | < 20           |
| Umber                               | 29 juin 1967      | 10             |